# Aspilota propedaemon
Aspilota propedaemon är en stekelart som beskrevs av Fischer 1996. Aspilota propedaemon ingår i släktet Aspilota och familjen bracksteklar. Inga underarter finns listade.